# Cloeophoromyia vittata
Cloeophoromyia vittata är en tvåvingeart som beskrevs av Loïc Matile 1970. Cloeophoromyia vittata ingår i släktet Cloeophoromyia och familjen platthornsmyggor.
Artens utbredningsområde är Centralafrikanska republiken. Inga underarter finns listade i Catalogue of Life.